# District de Uiseong
Le district de Uiseong est un district de la province du Gyeongsang du Nord, en Corée du Sud.

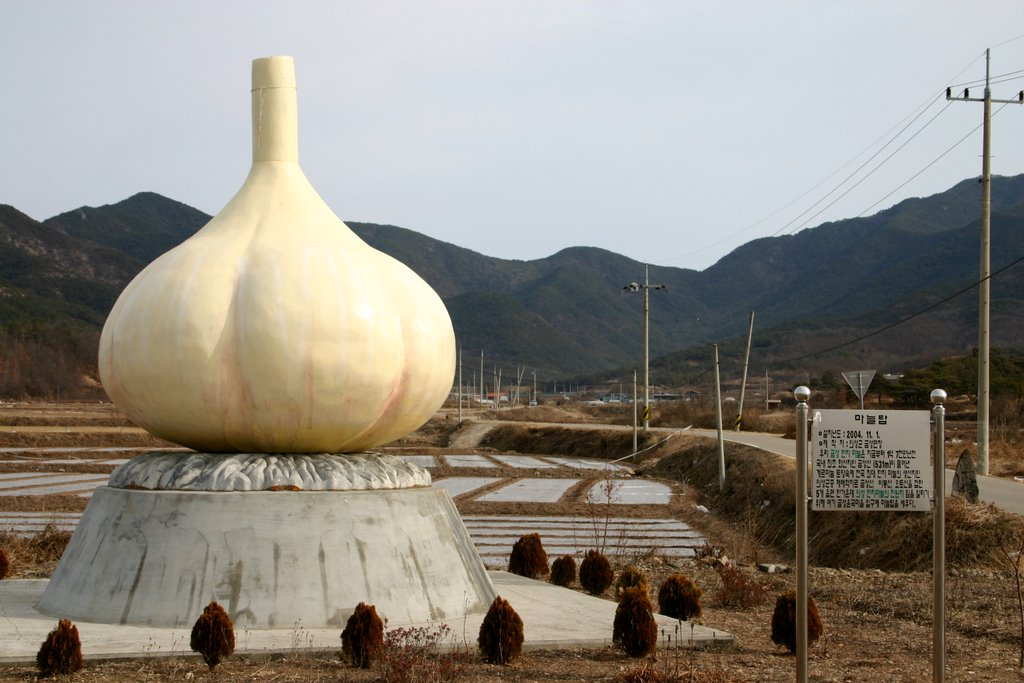
Tour de l'ail à Mancheon-ri, Geumseong-myeon

## Jumelages
- Yeonggwang (Corée du Sud)
- Xianyang (Chine)
- Mandal (Mongolie)

## Personnalités liées au district
- Jeon Kwang-hoon (1956-), pasteur et un homme politique sud-coréen.